# 카토 쇼지
카토 쇼지(일본어: 賀東招二, 1971년 7월 11일~ )는 일본의 소설가이자 각본가이다. 라이트 노벨을 주로 쓴다. 시가현 출신. 동경 도립 진다이 고등학교 출신 (나미카와 다이스케와 같은 이유. 또 저서에도 그럴 듯한 이유가 적혀 있다). 주오 대학 경제학부 제적 대학 재학 중에는 SF 연구회에 소속했었다.

## 작품 리스트

### 집필 작품
- 풀 메탈 패닉!시리즈
- 봉래학원시리즈
- 드라그넷 미라쥬시리즈
- 캅 크래프트(COP CRAFT)시리즈
- 아마기 브릴리언트 파크시리즈

### 시리즈 구성, 각본
- 풀 메탈 패닉! (2002년) 시리즈 구성
- 풀 메탈 패닉? 후못후 (2003년) 시리즈 구성, 각본
- 풀 메탈 패닉! The Second Raid (2005년) 시리즈 구성, 각본
- 풀 메탈 패닉! The Second Raid 특별판OVA (2006년) 각본
- 풀 메탈 패닉! The Second Raid 특별판OVA 초회한정판 특전드라마CD (2006년) 각본
- 스즈미야 하루히의 우울 (2006년) 각본
- 럭키☆스타 (2007년) 각본
- 드루아가의 탑 ~the Aegis of URUK~ (2008년) 시리즈 구성, 각본
- 빙과 (애니메이션) (2012년) 각본

### 게임, 그 외
- 인피니트 언디스커버리 (발매일 미정) 시나리오 원안, 감수
- 봉래학원RPG―봉래83분서